# لعنة أغسطس
لعنة أغسطس هي ظاهرة ملحوظة في روسيا حيث يبدو أن أسوأ الكوارث والأحداث السلبية حدثت في ذلك البلد خلال شهر أغسطس. تعود فكرة اللعنة إلى انقلاب أغسطس عام 1991. وقد قُدمت العديد من التفسيرات المحتملة لهذه الظاهرة، والتي تتراوح بين التفسيرات القائمة على الحقائق والتفسيرات التي تشير إلى أسباب خارقة للطبيعة.

## ملخص
في أوائل القرن الحادي والعشرين، لاحظ الصحفيون والمراقبون أنه منذ عام 1991، وقع عدد غير عادي من الأحداث الخطيرة والمميتة في روسيا في شهر أغسطس. وشملت الأمثلة الحوادث المميتة والهجمات الإرهابية واندلاع حربين كبيرتين.

## محاولات التفسير
وتكهنت وسائل الإعلام الروسية بتفسيرات محتملة لهذه المجموعة من الأحداث. ومن بين هذه العوامل التأثير الموسمي على الأنشطة البشرية، على النقيض من الإغلاق النسبي في فصل الشتاء، على سبيل المثال.
مثلًا، يأخذ العديد من الناس إجازاتهم في شهر أغسطس/آب: وهذا يترك نوعًا من فراغ السلطة على بعض المستويات، وهو ما يمكن للإرهابيين والمجرمين استغلاله. 
قال يفجيني نادورشين، كبير الاقتصاديين في بنك تراست، إن وقوع العديد من الأحداث في شهر أغسطس هو مجرد مصادفة. لكن نادورشين أشار إلى أن الإجازات وإهمال المسؤولين كانا من العوامل الرئيسية التي أدت إلى تفجير نازران عام 2009.
وقد قدم آخرون تفسيرات خارقة للطبيعة للعنة أغسطس. قالت عالمة الفلك إيلينا كوزنتسوفا في عام 2009، أن الفوضى من المرجح أن تستمر حتى منتصف سبتمبر بسبب المواقع النسبية لزحل وأورانوس، وأن برج روسيا مرتبط بشكل مباشر بالاضطرابات السنوية في أغسطس.
أشير إلى الطقس الحار المعتاد في شهر أغسطس في عام 2001 كعامل مساهم. وهو وقت يمكن فيه تنفيذ أعمال عسكرية أو أعمال تمرد.
وقد وقعت أحداث تاريخية أخرى مؤثرة في شهر أغسطس/آب في روسيا، وهو الوقت المناسب للتحركات العسكرية. على سبيل المثال، فُتحت الجبهة الشرقية للحرب العالمية الأولى في أغسطس 1914 مع الغزو الألماني لبولندا ، وهي جزء من الإمبراطورية الروسية. بدأت ألمانيا معركة ستالينجراد في ذلك الشهر (23 أغسطس 1942)، والتي انتصر فيها السوفيت في النهاية. بدأت أوكرانيا اختراقًا عسكريًّا إلى الأراضي الروسية، بالتحديد في كورسك في أغسطس 2024.